# لایا لویس
لایا لویس (انگلیسی: Laya Lewis؛ زادهٔ ۱۴ مهٔ ۱۹۹۲) یک هنرپیشه اهل بریتانیا است. وی از سال ۲۰۱۱ میلادی تاکنون مشغول فعالیت بوده‌است.
از فیلم‌ها یا برنامه‌های تلویزیونی که وی در آن نقش داشته است می‌توان به اسکینز اشاره کرد.